# Église Saint-Pierre de Coulmier à La Chaussée-sur-Marne
Pour les articles homonymes, voir église Saint-Pierre.
L'église Saint-Pierre de Coulmier  est une église construite au XIIe siècle, située dans la Marne à La Chaussée-sur-Marne.

## Historique
Bâtie sur un plan de croix latine, elle a un porche champenois occidental, une tour clocher octogonal à la croisée des transepts et une abside à trois pans.
Elle est classée aux monuments historiques en 1930.

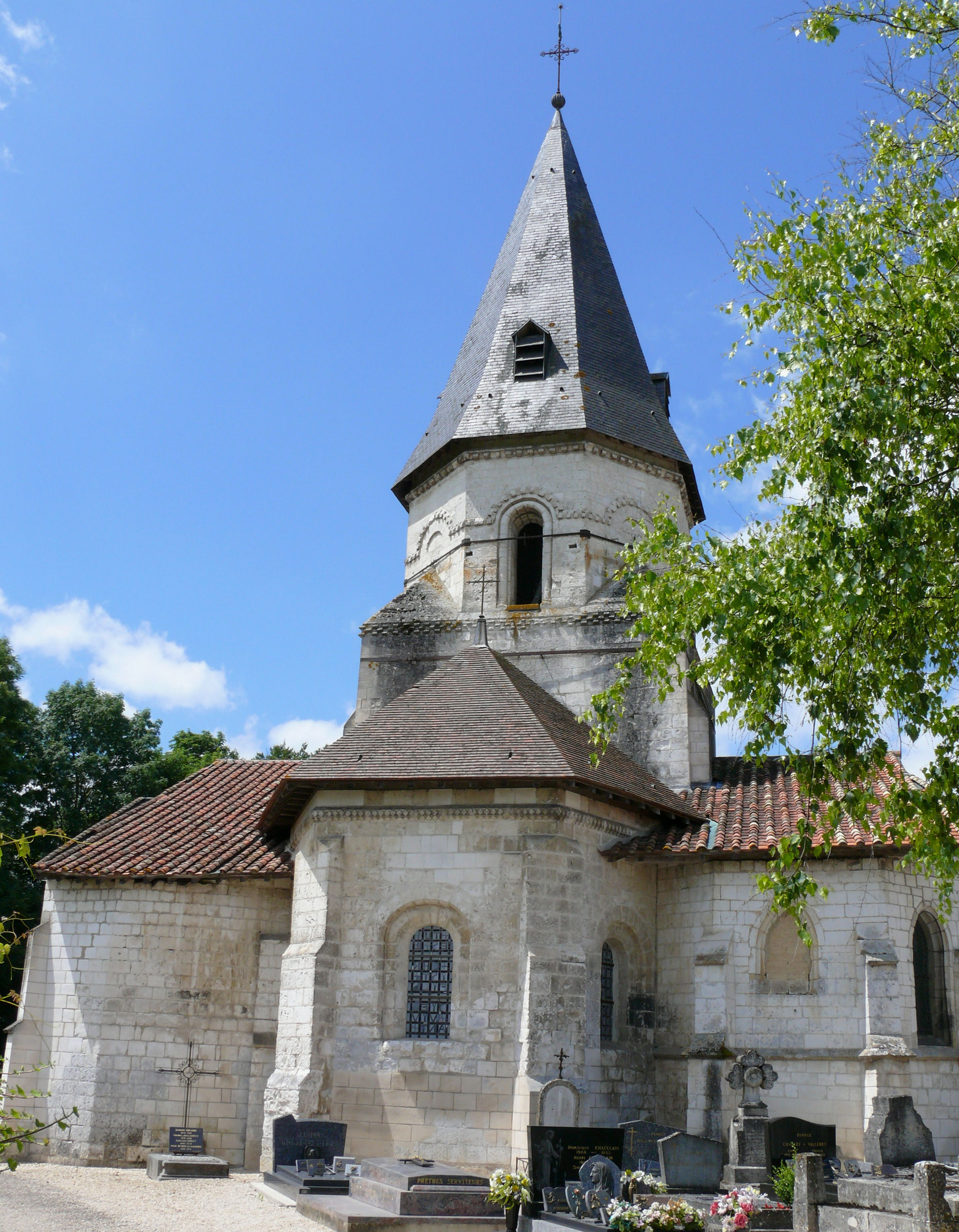
L'abside et le cimetière.